# Rossemaison
Rossemaison (Duits: Rottmund) is een gemeente en plaats in het Zwitserse kanton Jura, en maakt deel uit van het district Delémont.
Rossemaison telt 569 inwoners.